# Franz von Walsegg
Franz Graf von Walsegg, occasionalmente Wallsegg (Stuppach, 17 gennaio 1763 – Stuppach, 11 novembre 1827), è stato un nobile austriaco, ritenuto il misterioso committente anonimo del Requiem (KV 626) di Wolfgang Amadeus Mozart.

## Biografia
Il conte von Walsegg era un entusiasta appassionato di musica che si dilettava anche a comporre; era proprietario di una cappella privata dove spesso eseguiva o faceva eseguire opere quasi sempre non sue, ma che faceva arbitrariamente passare come proprie. Sua moglie, la contessa Anna Edlen von Flammberg, era morta il 14 febbraio del 1791 all'età di 21 anni; Walsegg chiese a un intermediario, probabilmente un impiegato del suo avvocato Johann Sortschan, di commissionare a Mozart la composizione di un Requiem, quasi certamente per farlo passare come proprio lavoro. Secondo il racconto di Anton Herzog, a quel tempo insegnante alla scuola patrocinata dal Conte a Klamm (Schottwien) e più tardi direttore di coro in Wiener Neustadt, Walsegg fece eseguire il Requiem sotto proprio nome il 14 dicembre 1793 nella parrocchia cistercense (Neuklosterkirche) di Wiener Neustadt. La testimonianza di Herzog sull'incarico dato da Walsegg a Mozart, conservata nell'archivio del Duomo di Wiener Neustadt, fu censurata dalle autorità nel 1839 su richiesta del conte Moritz von Dietrichstein, proprietario della partitura del Requiem. Il documento fu reso pubblico in seguito nel 1937 e pubblicato nel 1964.
Il 10 dicembre 1791 i primi movimenti del Requiem terminati dal compositore, l'Introitus ed il Kyrie, furono eseguiti durante una messa in suffragio del musicista; il 2 gennaio 1793, il Requiem completato aveva poi avuto la sua prima esecuzione assoluta, all'insaputa del Conte, nella Jahn-Saal di Vienna, durante un concerto in favore della vedova e dei figli di Mozart. Quando von Walsegg venne a sapere che Constanze Mozart aveva fatto eseguire il Requiem pensò di lasciar stare altre sue esecuzioni dell'opera, per poi tentare di chiedere un rientro della somma versata in pagamento quando si seppe che il lavoro doveva essere pubblicato.
Von Walsegg morì nel suo castello di Stuppach nel 1827 e fu sepolto nella cripta di famiglia della chiesa parrocchiale di St. Veit a Schottwien.
La vicenda di Walsegg ha ispirato il poeta e scrittore russo Aleksandr Sergeevič Puškin che, dando credito a voci che circolavano, nel 1830 scrisse Mozart e Salieri (precedentemente intitolato Invidia), un brevissimo dramma in versi, in cui un Salieri roso dall'invidia fa commissionare a Mozart il Requiem, per poi uccidere l'autore, spacciare il brano per suo, suonarlo al funerale di Mozart e poter sentire: «Anche Salieri è stato toccato da Dio».